# منطقة تجارية
منطقة تجارية في المدينة هي مناطق أو مقاطعات أو أحياء تتكون في المقام الأول من المباني التجارية، مثل مركز التسوق، أو المتنزهات المكتبية، أو وسط المدينة، أو منطقة الأعمال المركزية، أو المنطقة المالية، أو "الشارع الرئيسي"، أو مراكز التسوق. تشمل الأنشطة التجارية داخل المدن شراء وبيع السلع والخدمات في شركات البيع بالتجزئة، والشراء والبيع بالجملة، والمؤسسات المالية، ومجموعة واسعة من الاستخدامات التي يتم تصنيفها على نطاق واسع على أنها "أعمال تجارية". وفي حين أن الأنشطة التجارية تشغل عادةً مساحة صغيرة نسبيًا من الأرض، إلا أنها مهمة للغاية لاقتصاد المجتمع. إنها توفر فرص العمل، وتسهل تداول الأموال، وغالبًا ما تخدم العديد من الأدوار الأخرى المهمة للمجتمع، مثل التجمعات العامة والفعاليات الثقافية.
المنطقة التجارية وأهميتها في تخطيط المدن واستخدام الأراضي. الفكرة الأساسية هي أن المناطق التجارية مخصصة للشركات الربحية، مثل المكاتب، والمتاجر، والمطاعم، مع الإشارة إلى التنظيمات والقوانين التي تحكم استخدامها.
1. الاستخدام الأساسي: العقارات التجارية تُستخدم للأعمال التجارية مثل مراكز التسوق والمطاعم.
2. التنظيم: يتطلب بناء منشآت جديدة إذنًا من الحكومة لضمان توافق الاستخدام مع التخطيط الحضري.
3. التقسيم الحضري: المناطق التجارية تُحدد بوضوح، ويتم الفصل بينها وبين المناطق السكنية والصناعية.
4. الإعفاءات: إذا تجاوزت الممتلكات حدود المنطقة التجارية، يحتاج المالك إلى تصريح خاص لاستمرار النشاط.

يمكن أن يتم الاحتفاظ بالمنطقة التجارية من قبل وكلاء العقارات الذين يعاملونها بنفس الطريقة التي يعاملون بها المناطق السكنية. يمكن وضع لافتات تعلن عن توفر العقارات وحجمها، ويمكن إجراء ترتيبات لشراء أو استئجار قطع أصغر حجمًا. قد يتفق البائعون أيضًا على إجراء تحسينات على الأرض، مثل تسوية المناطق غير المستوية أو إزالة الأشجار غير المرغوب فيها. قد يقوم المطور المحترف بشراء كميات كبيرة من هذا النوع من العقارات فقط لضمان توفرها للمشاريع اللاحقة.

## مصطلحات

#### إنجليزي
في المملكة المتحدة، تسمى المناطق التجارية المخصصة في المقام الأول للتسوق بالشوارع الرئيسية. في أمريكا الشمالية، في المدن والبلدات الصغيرة، غالبًا ما يكون هناك منطقة تجارية رئيسية واحدة فقط، والتي تقع في الشارع الرئيسي. في المدن والبلدات الكبيرة قد يكون هناك مناطق تجارية متعددة، وغالبًا ما تكون وظائفها أكثر تخصصًا. إذا كانت المدينة تحتوي على منطقة مركزية كبيرة من المكاتب والمباني المهنية، فإن هذا يسمى منطقة الأعمال المركزية أو CBD (مصطلح يستخدم بشكل خاص، ولكن ليس حصريًا، في اللغة الإنجليزية الأسترالية والنيوزيلندية )، أو وسط المدينة ( الإنجليزية في أمريكا الشمالية باستثناء ليفربول، إنجلترا، التي تستخدم أيضًا مصطلح "وسط المدينة" بشكل فريد  ). يشير مصطلحا "CBD" و"وسط المدينة" عادةً إلى المناطق الواقعة في وسط المدينة ولها أهمية أساسية داخل مدينتها، مما يميزها عن المناطق التجارية الأخرى. المنطقة المالية للمدينة هي المنطقة المحددة إما لمنطقة الأعمال المركزية الأكبر أو وسط المدينة أو منطقة منفصلة وعادة ما تضم بورصة الأوراق المالية أو العديد من المقار الرئيسية للبنوك. على نحو مماثل، يستخدم مركز المدينة في بعض الأحيان كمرادف لمنطقة الأعمال المركزية أو وسط المدينة، ولكن في كثير من الأحيان يكون المركز الجغرافي للمدينة وليس منطقة تجارية. غالبًا ما يحتوي مركز المدينة في المدن القديمة على العديد من المناطق التاريخية أو المؤسسية أو الثقافية.

#### لغات أخرى
لا تحتوي معظم اللغات على مصطلح مشابه مباشر للمنطقة التجارية، ولكن قد يكون لها مصطلح ذو صلة مثل المصطلح الفرنسي ("الحي التجاري")، أو المصطلح الياباني (حرفيًا، "شارع متجر التجارة").

## تاريخ
لقد نشأ مكان العمل بالتوازي مع نمو المدينة، والتي كان يُنظر إليها في أواخر القرن التاسع عشر على أنها مدينة ملوثة ومزدحمة وممزقة بالصراعات الاجتماعية والاقتصادية. على الرغم من أن المدينة استمرت في صعودها حتى منتصف القرن العشرين، إلا أن القوى التي كانت سبباً في تراجعها كانت تكتسب زخماً على مدى عقود عديدة. سمحت السكك الحديدية للمسافرين، والترام، وفي نهاية المطاف السيارات، لشريحة واسعة من السكان بالانتقال خارج مراكز المدن. في حين عاد معظم الناس في البداية إلى العمل في الصناعة والتجارية في وسط المدينة، إلا أن العديد من أصحاب العمل تبعوا هذا في نهاية المطاف، وانتقلوا إلى المجتمعات الضواحي بحثًا عن العمال المتعلمين، والأراضي الرخيصة، وعدد أقل من النقابات، وصورة الضواحي الخضراء. وولد المشهد التجاري المألوف الآن للمجمعات المكتبية والمجمعات التجارية.

## قوانين تقسيم المناطق
غالبًا ما تستخدم المدن قوانين تقسيم المناطق لمنع النزاعات بين أصحاب المنازل السكنية والشركات. الأراضي المخصصة كمنطقة تجارية نادراً ما تقع في وسط المناطق السكنية. يشجع مخططو المدن الشركات على التجمع في الشوارع الأكثر ازدحامًا والمناطق المركزية في وسط المدينة. يساعد هذا في إبقاء حركة المرور إلى هذه المواقع قابلة للإدارة. قد يتم تخصيص بعض مناطق المدينة لـ "الاستخدام المختلط"، مما يعني أنه قد يتم استخدام بعض المناطق التجارية لأغراض سكنية. ستكون منطقة التسوق الخلابة في وسط المدينة والتي تضم شققًا مثالاً للاستخدام المختلط. قد يتضمن تعريف المناطق التجارية الاستخدام الصناعي أيضًا، على الرغم من أن قوانين تقسيم المناطق لا تزال تنظم مستوى الصناعة المسموح به. في كثير من الأحيان، تقوم الصناعات الثقيلة بشراء العقارات على أطراف المدن أو في المناطق غير المدمجة. وتسمح بعض المناطق التجارية في المدينة بالاستخدام الصناعي الخفيف، وعادة ما تكون المصانع الأصغر حجماً ذات الانبعاثات واحتياجات النقل الدنيا.
بعض الأمثلة على المباني في المنطقة التجارية هي:
- الساحة.
- قاعة الاجتماعات.
- بنك.
- متجر السلسلة.
- محطة بنزين.
- محل بقالة.
- الفندق.
- السينما.
- مكتب.
- صيدلية.
- مطعم.
- متجر.
- مركز تجاري.
- تاجر سيارات.
- متاجر الخصم.
- نوادي المستودعات.

## أنواع مختلفة من المناطق التجارية
تم تصميم المنطقة التجارية المجاورة 1 (CN1) للمواقع الصغيرة الموجودة في الأحياء السكنية الكثيفة أو بالقرب منها. وتشجع المنطقة توفير استخدامات البيع بالتجزئة والخدمات على نطاق صغير للمناطق السكنية القريبة. بعض الاستخدامات التي لا تتعلق بالبيع بالتجزئة أو الخدمة مسموح بها أيضًا، وبالتالي قد توجد مجموعة متنوعة من الاستخدامات في المباني القائمة. يتم تقييد الاستخدامات في الحجم لتعزيز التوجه المحلي والحد من التأثيرات السلبية على المناطق السكنية القريبة. يهدف التطوير إلى أن يكون موجهًا للمشاة ومتوافقًا مع حجم المناطق السكنية المحيطة. تعتبر مناطق وقوف السيارات محدودة، حيث أن مظهرها عادة ما يكون غير متناسب مع التطور السكني المحيط والتوجه المرغوب للاستخدامات.
المنطقة التجارية المجاورة 2 (CN2) مخصصة للمواقع والمناطق التجارية الصغيرة في أو بالقرب من الأحياء السكنية الأقل كثافة أو النامية. ويتم التركيز في المنطقة على الاستخدامات التي من شأنها توفير الخدمات للمناطق السكنية القريبة، وعلى استخدامات أخرى صغيرة الحجم ولها تأثير ضئيل. ويتم استخدام هذه التقنيات بشكل محدود من أجل تعزيز توجهها المحلي والحد من التأثيرات السلبية على المناطق السكنية القريبة. ومن المتوقع أن يكون التطوير ملائمًا للسيارات في المقام الأول، باستثناء المواقع المجاورة لشارع عبور أو في منطقة للمشاة. تعكس معايير التطوير أن الموقع سيكون عمومًا محاطًا بتنمية سكنية أكثر اتساعًا.
يتم استخدام المنطقة التجارية المكتبية 1 (CO1) في المواقع الصغيرة في المناطق السكنية أو بالقرب منها أو بين المناطق السكنية والتجارية. تهدف المنطقة إلى أن تكون منطقة مكتبية ذات كثافة منخفضة تسمح بإنشاء مكاتب صغيرة الحجم في الأحياء السكنية أو بالقرب منها. تهدف الاستخدامات المسموح بها إلى خدمة الأحياء المجاورة و/أو يكون لها تأثيرات ضارة قليلة على الحي. يهدف التطوير إلى أن يكون على نطاق وطبيعة مماثلين للتطوير السكني القريب لتعزيز التوافق مع المنطقة المحيطة. ينبغي أن يتجه التطوير نحو المشاة على طول شوارع العبور وفي مناطق المشاة.

## تأجير مساحات تجارية
يعد تأجير المساحات المكتبية التجارية أحد أكبر النفقات التي تتكبدها الشركات الجديدة والمتوسعة، لذا من المهم أن تبذل العناية الواجبة. فيما يلي بعض النصائح للتفاوض على عقد إيجار تجاري لشركتك الصغيرة.

#### اتفاقية الإيجار
مدة الإيجار والإيجار هما أول نقاط التفاوض الخاصة بك. من المستحسن بشكل عام أن تقوم الشركات الصغيرة بالتفاوض على عقود إيجار لمدة تتراوح من سنة إلى سنتين مع خيار التجديد. ستحتاج أيضًا إلى الأخذ في الاعتبار زيادات الإيجار على مدار المدة وخيارات التجديد حتى لا يتم فرض زيادة غير متوقعة في الإيجار عليك دون سابق إنذار.
فكر في العمل مع وسيط لمساعدتك في التفاوض مع المالك. من المهم أيضًا استشارة محامٍ متخصص في العقارات؛ حيث يمكنه غالبًا أن يوصي بالاختيار الصحيح لك ويحمي مصالحك أثناء التفاوض على عقد الإيجار من خلال الوسيط.
في عقود الإيجار التجارية، قد يكون تاريخ انتهاء عقد الإيجار قاسياً للغاية، ولكن من خلال التجربة والخطأ، أنشأت المحاكم في الولايات المتحدة استثناءات لتخفيف بعض المخاوف. يمكن للمستأجرين التجاريين الآن استخدام "خطأ صادق" أو "عدم قصد" لتجاهل تجديد عقد الإيجار في الوقت المناسب. إن عدم تجديد عقد الإيجار قد يؤدي الآن أيضًا إلى مصادرة الممتلكات لصالح المستأجر.